# 孟姜女
孟姜女，来源于中国民间故事“孟姜女哭长城”，後世搬演為戲劇《寒衣记》。“孟姜”，孟为长子或长女；姜为姓，是美女的象征性称呼，在《诗经》中多次出现，如《诗经·国风·郑风·有女同车章》有句“彼美孟姜”。

## 故事

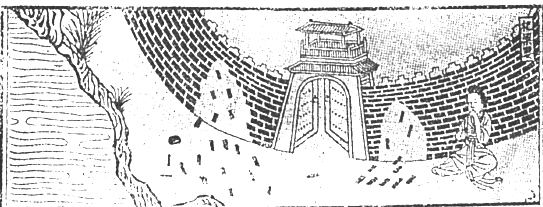
孟姜女哭长城

先秦时期，称「长子或长女」為「孟」，姜则是姜齊公族的姓，《毛传》：“孟姜，齐之长女。”现在流传的故事核心在唐朝的时候已经成型，舞台則從齐国临淄移轉到秦始皇时的秦长城。
按照一般传说，她是秦朝始皇时期的美女，在新婚不久時（一說新婚之夜、或者洞房的次日、或者結婚第三天），丈夫萬杞梁（或作萬杞良、萬啟良、萬喜良、范喜梁、范杞良等）被官差捉去服徭役：修築长城與山海關，孟姜女想起北方天寒，不远千里为丈夫送去禦寒的衣物，走了很长一段时间，終於在十月初一日抵達长城，却被告知杞梁因水土不服，已病死了，尸体與大量其他瘟疫、過勞而死的役伕一起埋葬於萬人坑，並因官方對城牆位置的遷徙，他們的墳墓竟淪於长城之下。孟姜女放声大哭，八百里长城為之倒下，卻發現城下都是修城民伕的白骨，她向上天許願希望能找到夫婿的骨骸，於是她以髮簪刺破了自己手指，滴血在一堆枯骨之中，鮮血附著在一具枯骨上，孟姜女痛哭一場，把衣服蓋在此具屍骨上，將之掩埋。
一说秦始皇聽聞此事，覺得孟姜女貞烈可風，加以召見。見到美貌的孟姜女時，始皇一見傾心，欲納為嬪妃，但孟姜女要求秦始皇需至秦皇島親自祭拜萬杞梁，秦始皇答應；孰料孟姜女捧著杞梁屍骨到秦皇島時，在今孟姜女廟所在投海自盡。
華北把孟姜女送衣之行，抵達长城的十月初一日，視為祭祖的節日，稱為寒衣節。

## 故事来源
顾颉刚考证认为孟姜女的故事来自《左传·襄公二十三年》中的齐国武将杞梁的妻子，姓名失传，称之为杞梁妻。“齐侯归，遇杞梁之妻于郊，使吊之。辞曰：‘殖之有罪，何辱命焉？若免于罪，犹有先人之敝庐在，下妾不得与郊吊。’齐侯吊诸其室。”即杞梁之妻要求齐侯在宗室正式吊唁杞梁。其中既没有“哭”，也没有长城或者城墙、更無“城崩”、“投水”等情节。
“哭”的情節早在《礼记·檀弓》記曾子提到“杞梁死焉，其妻迎其柩于路，而哭之哀”。刘向的《说苑·善说篇》加上“崩城”的内容：“昔华周、杞梁战而死，其妻悲之，向城而哭，隅为之崩，城为之阨。”
接著刘向《列女传》又加上“投淄水”的情節：“杞梁之妻无子，内外皆无五属之亲。既无所归，乃就其夫之尸于城下而哭之，内诚动人，道路过者，莫不为之挥涕，十日而城为之崩。”“乃枕其夫尸于城下而哭之，内诚感人，道路过者莫不为之挥涕。十日城为之崩。既葬，曰：‘我何归矣？……亦死而已，遂赴淄水而死。”
一些诗词也有对杞梁妻的抒情描述。三国时曹植在《黄初六年令》中说“杞妻哭梁，山为之崩”。敦煌石窟發現的隋唐乐府中有“送衣之曲”，增加了送寒衣的内容。
唐代贯休的诗作《杞梁妻》首次将故事时间移动到秦朝时，并将“崩城”变成“崩长城”：“秦之无道兮四海枯，筑长城兮遮北胡。筑人筑土一万里，杞梁贞妇啼呜呜。上无父兮中无夫，下无子兮孤复孤。一号城崩塞色苦，再号杞梁骨出土。疲魂饥魄相逐归，陌上少年莫相非。”这时的内容和后来的故事已经差不多了。杞梁后来讹化成万杞梁、万喜良或范喜良等，其妻成为孟姜女。南宋郑樵曰：“杞梁之妻，与经传所言者，数十言耳，彼则演成万千言……”
元代，孟姜女的故事，被搬上舞台，成為戲劇。
明末顾炎武的《日知录》中阐述了孟姜女的故事演变过程。

## 影视改编
- 孟姜女：1926年，中国天一公司制作的无声电影
- 孟姜女：1939年，中国国华影业公司制作的黑白电影
- 孟姜女哭倒万里长城：1955年，香港黑白厦语片
- 孟姜女：1959年，台湾黑白闽南语电影
- 孟姜女哭倒长城：1963年，香港潮剧电影
- 孟姜女哭倒万里长城：1970年，台湾电影
- 孟姜女：1986年，中国大陆黄梅戏电影
- 孟姜女：1996年，中国大陆电视剧，20集
- 孟姜女：2000年，中国大陆越剧电视剧，4集
- 九尾狐与仙鹤：2005年，中国大陆电视剧，26集
- 孟姜女：2013年，中国大陆动画剧集，26集

## 古蹟
- 在今河北省秦皇島市山海關城东附近约6公里的望夫石村后山岗上，建有孟姜女廟（又称贞女祠），塑像面對大海，供人膜拜。
- 据《山东通志》载：“杞梁墓，在临淄县东三里，齐庄公袭莒，杞梁死焉，其妻迎柩而哭，事见《檀弓》”。1967年封土因整地夷平，遗址尚存。